# Gaelscoil

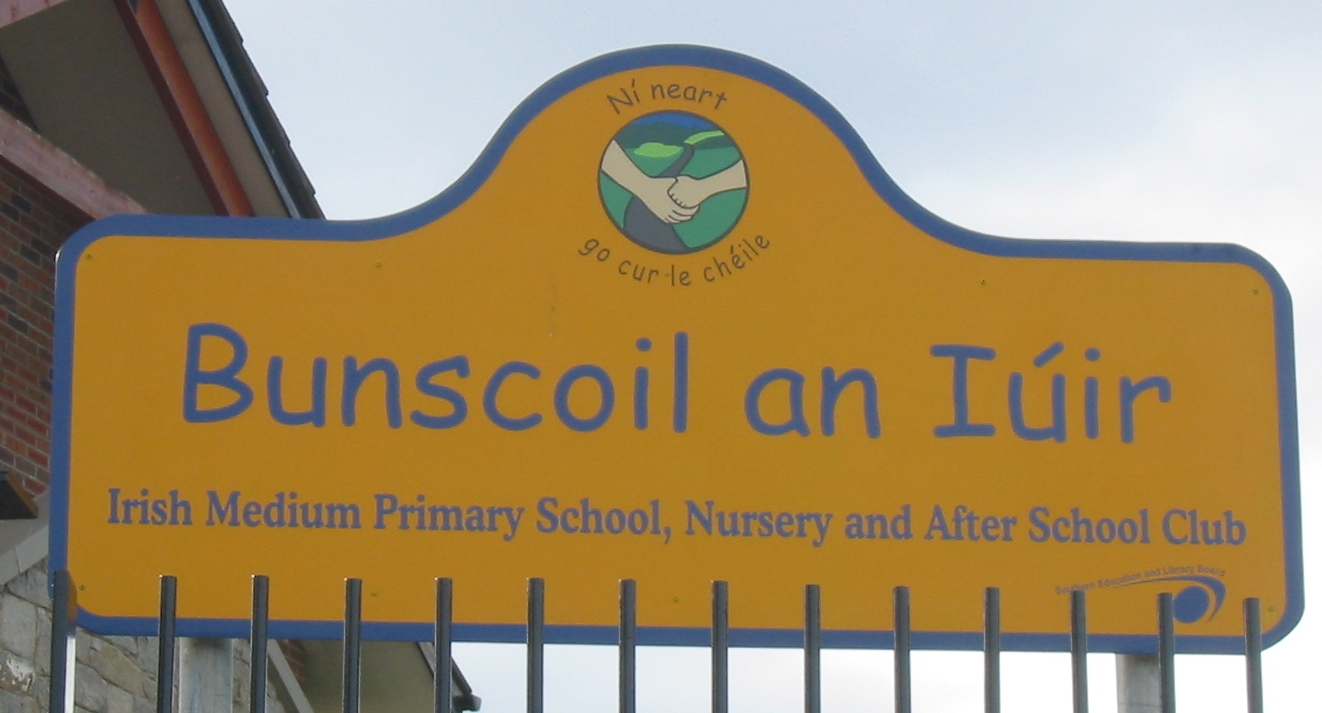
Galescoil en Newry (Irlanda del Norte)

Las gaelscoileanna (gaelscoil en singular, pronunciado [ˈɡeːl̪skɛlʲ], /guélskel/) son escuelas irlandesas donde el idioma de enseñanza es el irlandés.
En septiembre de 2005 había 158 gaelscoileanna en educación primaria y 36 en secundaria en la República de Irlanda y en Irlanda del Norte en conjunto (excluyendo los gaeltacht, cuyas escuelas no son consideradas gaelscoileanna), lo que significaba unos 31.000 estudiantes.
Con la apertura del Gaelscoil Liatroma en el condado de Leitrim en 2005 hay ahora al menos una gaelscoil en cada uno de los 32 condados de Irlanda.
Las gaelscoileanna son las escuelas de más rápido crecimiento en Irlanda y, de lejos, las más exitosas de entre todos los movimientos de escuelas en gaélico, como el Gaelic Medium Education, que enseña gaélico escocés en Escocia, o las Bunscoill Ghaelgagh, que enseñan manés en la Isla de Man.
El irlandés es la lengua de instrucción en estas escuelas. Actualmente, el 7,4% de los estudiantes asiste a escuelas en irlandés en Primaria, mientras que el 3,0% de los estudiantes asiste a escuelas en irlandés en Secundaria. Aunque algunas escuelas en inglés ofrecen clases en irlandés, sólo el 25,5% de los estudiantes estudian algunas materias en lengua irlandesa. Esto hace que el 36% de los estudiantes sea instruido total o parcialmente en el idioma irlandés.

## Situación actual
Hay 50 000 alumnos asistiendo a gaelscoileanna (tanto dentro como fuera de los gaeltacht) en 368 escuelas primarias y secundarias.
- En los Gaeltacht:  127 escuelas primarias: 29 escuelas secundarias con 15 000 alumnos.
- Fuera de los Gaeltacht:  171 escuelas primarias: 43 escuelas secundarias con 35 500 alumnos.
- Naíonraí: 227 grupos preescolares 4000 niños.

## Escuelas de verano
También hay escuelas de verano llamadas 'Coláistí Samhraidh', de las cuales hay 47 distribuidas a lo largo de los Gaeltacht. Cada año, 26 000 estudiantes pasan tres semanas en estas escuelas, hablando solamente irlandés.

## Grupos juveniles
La asociación 'Ógras' provee de apoyo a niños y jóvenes de entre 8 y 19 años. Hay 35 de estos grupos distribuidos por Irlanda. Todas las actividades de estos grupos juveniles se desarrollan exclusivamente en irlandés.

## Visión general
El movimiento Gaelscoil ha sido el mayor y más exitoso de todos los programas de educación por inmersión en una lengua minoritaria en Europa. El movimiento también ha tenido éxito en establecer escuelas tanto en zonas urbanas como rurales. Por ejemplo, en Dublín hay 31 escuelas de primaria en irlandés y 8 de secundaria, mientras que en Cork hay 22 de primaria y 8 de secundaria. 
En la República de Irlanda el irlandés es una asignatura obligatoria en las educaciones Primaria y Secundaria. Se le enseña irlandés a entre 700.000 y 800.000 estudiantes dentro del sistema educativo; su situación es similar a la del idioma galés en el País de Gales.